# Vlatko Čančar
Vlatko Čančar (* 10. April 1997 in Koper) ist ein slowenischer Basketballspieler. Čančar ist 2,01 Meter groß und läuft meist als Small Forward auf. Er wurde im NBA-Draft 2017 an 49. Stelle von den Denver Nuggets ausgewählt. 2023 gewann er mit der Mannschaft den NBA-Meistertitel.

## Laufbahn
In seinem Heimatland Slowenien wurde Čančar bei SD Kos Koper, dann bei Union Olimpija Ljubljana ausgebildet. Er kam bei Union Olimpija zu Erstligaeinsätzen, teils wurde er an den Zweitligisten LTH Castings Skofja Loka ausgeliehen, um zusätzliche Spielerfahrung zu sammeln. Er setzte seine Laufbahn beim serbischen Verein BC Mega Leks fort. Beim Draftverfahren der NBA im Jahr 2017 gingen die Rechte an Čančar in der zweiten Auswahlrunde (49. Stelle) an die Denver Nuggets, die den Spieler aber zunächst nicht in ihren Kader aufnahmen. Er blieb bei Mega Leks, im März 2018 wechselte der Slowene zum spanischen Erstligisten San Pablo Burgos in die Liga ACB. Nach guten Leistungen in Spanien (10,0 Punkte und 3,7 Rebounds je Einsatz in der Saison 2018/19) und nachdem Čančar auch im Hemd der slowenischen Nationalmannschaft überzeugt hatte, nahmen die Denver Nuggets den Flügelspieler im August 2019 unter Vertrag. 2023 wurde er mit Denver NBA-Meister. Im August 2023 ließ er einen Eingriff am Knie vornehmen, nachdem er sich bei der slowenischen Nationalmannschaft einen Kreuzbandriss zugezogen hatte. Im Dezember 2024 wurde er wieder am Knie operiert.
Im Sommer 2025 verließ er Denver nach insgesamt 158 Spielen in der NBA und wechselte zur italienischen Spitzenmannschaft Olimpia Mailand.

### Nationalmannschaft
2017 wurde er mit der slowenischen Nationalmannschaft Europameister. Čančar erzielte während des EM-Turniers in neun Einsätzen im Schnitt 2,4 Punkte pro Partie.

## Karriere-Statistiken

### NBA

#### Hauptrunde
| Saison  | Team   | GP  | GS | MPG  | FG % | 3P % | FT %  | RPG | APG | SPG | BPG | PPG |
| ------- | ------ | --- | -- | ---- | ---- | ---- | ----- | --- | --- | --- | --- | --- |
| 2019–20 | Denver | 14  | 0  | 3.2  | .400 | .167 | 1.000 | 0.7 | 0.2 | 0.1 | 0.1 | 1.2 |
| 2020–21 | Denver | 41  | 1  | 6.9  | .458 | .273 | .769  | 1.2 | 0.3 | 0.3 | 0.0 | 2.1 |
| 2021–22 | Denver | 15  | 1  | 11.7 | .561 | .583 | .643  | 2.1 | 1.1 | 0.1 | 0.2 | 4.1 |
| 2022–23 | Denver | 60  | 9  | 14.8 | .476 | .374 | .927  | 2.1 | 1.3 | 0.4 | 0.2 | 5.0 |
| Gesamt  | Gesamt | 130 | 11 | 10.7 | .479 | .361 | .847  | 1.7 | 0.9 | 0.3 | 0.2 | 3.5 |

#### Play-offs
| Saison  | Team   | GP | GS | MPG | FG %  | 3P %  | FT % | RPG | APG | SPG | BPG | PPG |
| ------- | ------ | -- | -- | --- | ----- | ----- | ---- | --- | --- | --- | --- | --- |
| 2020–21 | Denver | 5  | 0  | 4.2 | 1.000 | 1.000 | .800 | 0.6 | 0.2 | 0.2 | 0.2 | 2.2 |
| 2021–22 | Denver | 2  | 0  | 4.5 | .667  | .500  | —    | 1.0 | 0.5 | 0.0 | 0.0 | 2.5 |
| 2022–23 | Denver | 5  | 0  | 2.0 | .000  | .000  | —    | 0.6 | 0.2 | 0.0 | 0.0 | 0.0 |
| Gesamt  | Gesamt | 12 | 0  | 3.3 | 1.000 | .286  | .800 | 0.7 | 0.3 | 0.1 | 0.1 | 2.2 |